# Albana Barrocas
Albana Barrocas Correa (n. Montevideo, 2 de abril de 1984) es una multinstrumentista, capoeirista, baterista y percusionista uruguaya.

## Biografía
Nacida en Montevideo, su madre Heliana Correa también es música. Estudió solfeo y piano de niña en la Escuela Pública de Música Hugo Balzo  N.º 310. Más tarde comenzó a tocar la batería, entre otros. En el 2000 aprendió capoeira y a tocar el birimbao, atabaque, pandeiro, agogo y algunos ritmos afrobrasileros. Se ha presentado en diferentes lugares como plazas, el Teatro de Verano, Teatro Solis, Auditorio Adela Reta, Auditorio Nely Goitiño y Sala Zitarrosa, entre otros. 
Tocó con varias bandas, a lo largo de su carrera ha realizado giras por Uruguay, Argentina, Paraguay y Japón. Tiene un proyecto individual llamado Individrum, donde produce música con instrumentos, bases electrónicas y batería acústica. Se presentó por primera vez en la Sala Zitarrosa el 3 de mayo de 2007, como parte de un concierto fue emitido por TV Ciudad.
Forma parte de HA Duo, junto con Hugo Fattoruso. Duo que en 2013 editó el álbum Neo, obteniendo el Premio Graffiti en 2014 al mejor álbum de música popular y canción urbana.
Fue percusionista invitada en 2013, 2014 y 2015 en la gira «Dos Orientales» en Japón y colaboró en el álbum Tercer Viaje. Desde fines de 2014 y hasta abril de 2018, se unió como baterista a las filas de Elefante, banda de rock uruguaya formada a fines de los años 90, que anunció su regreso en el 2015 luego de 12 años de inactividad. También es baterista de Magiksoul y fue baterista de Black Mamba y Gus Cazard.
En marzo de 2016, participó del homenaje al uruguayo Alfredo Zitarrosa en el Estadio Centenario. Ese mismo año en abril, HA Duo realiza varias presentaciones presentando el álbum Canciones y áreos.
En 2016 conforma el quinteto Barrio Sur con Mathias Silva, Wellington Silva, Hugo Fattoruso y Guillermo Díaz, agrupación que graba un disco homónimo, y ese mismo año también graba Disco redondo, un álbum con el Cuarteto Sonoro: Hugo Fattoruso en piano y acordeón, Enrique Gule y Soledad Legaspi en guitarras y Barrocas en percusión.
En junio de 2017 realiza una gira por Uruguay. En 2018, participa del álbum Hugo Fattoruso y Barrio Opa editado en Reino Unido. En 2019, viaja de gira a España.

## Premios
En 2014 ganadora del Premio Graffiti al mejor álbum de música popular y canción urbana por Neo. Recibió en 2016, dos nominaciones por el disco Canciones y aéreos y por el álbum de música electrónica Komparti2. En 2017 recibe otra nominación por el álbum Esencia, y un galardón el mejor disco candombe y fusión por "Barrio Sur".

## Discografía

### Como Individrum
- 2012, 25% Loding
- Esencia (2016)
- Básico (2018)
- Komparti2 2.0 (2020)

### Con HA Duo
- Neo (Montevideo Music Group, 2013)
- Canciones y aéreos (Montevideo Music Group, 2015) (Disco doble)
- 2020 (Disco É Cultura, 2020) EP
- 2021, Nuevo HA Duo

### Con Cuarteto Sonoro
- Disco redondo (Montevideo Music Group, 2016)[31]

### Con Barrio Sur
- Barrio Sur (Montevideo Music Group, 2016)

### Con Elefante
- Detrás de los muros (2018)

### Como acompañante
- Hugo Fattoruso y Barrio Opa de Hugo Fattoruso (Far Out Recordings, 2018)

### Colaboraciones
- Montevideo ambiguo de Hugo Fattoruso y Leo Maslíah (Montevideo Music Group, 2015)[32]
- Tercer viaje de Dos Orientales (Beans Records, 2016)
- Voyage de Ana Karina Rossi (Montevideo Music Group, 2020)[33]

### Otros discos
- 2021, Zumbido de Toas (con Stella Maris)[17]
- 2021, La Selva (colaboró en el álbum de Mio Matsuda)